# Henri-Antoine Didelet
Henri-Antoine Didelet, francoski general, * 1886, † 1945.